# Jazz Composers Workshop (album Billa Russo)
Jazz Composers Workshop – album nagrany przez grupę amerykańskich muzyków jazzowych z Billem Russo na czele. Strona A zawiera nagrania dwóch zespołów, w których składach występują w dużej mierze ci sami muzycy. Utwory A4 – A6 nagrane zostały 12 listopada 1951 w Chicago. Utwory A1 – A3, A7 nagrano 7 stycznia 1952 w Los Angeles. Utwory zamieszczone na stronie B to nagrania orkiestry prowadzonej przez Billa Russo. Nagrano je 15 sierpnia 1951 w Chicago. Monofoniczny LP ukazał się w 1952 nakładem wytwórni Savoy Records. Jego reedycja z 1993 wydana została pod tytułem Deep People, a na okładce widnieją kolejno nazwiska: (Shelley Manne, Jimmy Giuffre, Shorty Rogers i Bill Russo). Płyta zawiera dwa dodatkowe utwory, których nie było na pierwotnej wersji: "Back in Your Own Backyard" (muz. Dave Dreyer, sł. Billy Rose; Al Jolson) – nagrany w Chicago podczas sesji 12 listopada 1951 i "Strange Fruit" Lewisa Allana nagrany 15 sierpnia 1951.

## Muzycy
- Art Pepper – saksofon altowy (A4,A5,A6)
- Bob Gordon – saksofon barytonowy (A1,A2,A3,A7)
- Don Bagley – kontrabas (A4,A5,A6)
- Joe Mondragon – kontrabas (A1, A2, A3, A7)
- Shelly Manne – perkusja, śpiew (A1 – A7)
- Frank Patchen – fortepian (A1,A2,A3,A7)
- Gene Esposito – fortepian (A4,A5,A6)
- Bob Cooper – saksofon tenorowy (A4,A5,A6)
- Jimmy Giuffre – saksofon tenorowy (A1,A2,A3,A7)
- Bill Russo – puzon (A4,A5,A6, B1 – B7)
- Conte Candoli – trąbka (A1 – A7)
- Shorty Rogers – trąbka (A1,A2,A3,A7)
- Shelby Davis – śpiew (A4,A5,A6)

orkiestra Billa Russo (strona B)
- Bill Russo – puzon
- Gail Brockman – trąbka
- Chris Leuba, Ralph Macciochi, Leon Mendelsohn, Ralph Metzer – róg francuski
- Clyde Bachand – tuba
- Martin Lerner, Larry Molinelli – flet
- Robert Meyer – obój
- Walter Simpson – fagot
- Don Carone – saksofon altowy
- Kenny Mann – saksofon tenorowy
- Don Hanby – saksofon barytonowy
- Lloyd Lofton – fortepian
- Robert Lesher – gitara
- Max Wayne – kontrabas
- Dominic "Mickey" Simonetta – perkusja
- Shelby Davis – śpiew

## Lista utworów
Strona A
| 1. | "The Princess of Evil" (muz. Shelly Manne; wykonawcy: S. Manne, C. Candoli, Bob Gordon, Frank Patchen, Jimmy Giuffre, Shorty Rogers, Joe Mondragon)                        |  |
|    | |  |
| 2. | "Slightly Brightly" (muz. Shorty Rogers, Bill Russo; wyk.: S. Manne, C. Candoli, Bob Gordon, Frank Patchen, Jimmy Giuffre, Shorty Rogers, Joe Mondragon)                   |  |
|    | |  |
| 3. | "Deep Purple" (muz. Peter DeRose, sł. M. Parish; wyk.: S. Manne, C. Candoli, Bob Gordon, Frank Patchen, Jimmy Giuffre, Shorty Rogers, Joe Mondragon)                       |  |
|    | |  |
| 4. | "The Count on Rush Street" (muzyka: Bill Russo; wyk.: S. Manne, C. Candoli, Art Pepper, Don Bagley, Gene Esposito, Bob Cooper, Bill Russo, Shelby Davis)                   |  |
|    | |  |
| 5. | "Pooch McGooch" (muzyka: Bill Russo; wykonawcy: Shelly Manne, C. Candoli, Art Pepper, Don Bagley, Gene Esposito, Bob Cooper, Bill Russo, Shelby Davis)                     |  |
|    | |  |
| 6. | "All of Me" (muzyka: Gerald Marks, Seymour Simons; wyk.: S. Manne, C. Candoli, Art Pepper, Don Bagley, Gene Esposito, Bob Cooper, Bill Russo, Shelby Davis)                |  |
|    | |  |
| 7. | "It Don't Mean a Thing (If It Ain't Got That Swing) (muz. Duke Ellington; wyk.: S. Manne, C. Candoli, Bob Gordon, Frank Patchen, J. Giuffre, Shorty Rogers, Joe Mondragon) |  |
|    | |  |
Strona B
| 1. | "An Esthete on Clark Street" (muz. B. Russo)      |  |
|    |                                                   |  |
| 2. | "Cathy" (muz. Sammy Cahn, Jimmy Van Heusen)       |  |
|    |                                                   |  |
| 3. | "Cookie" (muz. Bill Russo)                        |  |
|    |                                                   |  |
| 4. | "S'posin'" (muz. Paul Denniker, Andy Razaf)       |  |
|    |                                                   |  |
| 5. | "Ennui" (muz. Shelly Manne)                       |  |
|    |                                                   |  |
| 6. | "Gloomy Sunday" (muz. Sam M. Lewis, Rezso Seress) |  |
|    |                                                   |  |
| 7. | "Vignette" (muz. Shelly Manne)                    |  |
|    |                                                   |  |